# João Rosa Lã
João Rosa Lã (auch João da Rosa Lã, * 1946 in Mira de Aire, Portugal) ist ein Diplomat und Autor aus Portugal.

## Werdegang
Lã absolvierte ein Studium am Instituto de Ciências Económicas e Financeiras, der Wirtschaftswissenschaftlichen Fakultät der Universität Lissabon. In seiner weiteren Laufbahn war er diplomatischer Berater des Premierministers Cavaco Silva, diplomatischer Assessor bei General Vasco Rocha Vieira im Ministerium für die Autonome Region der Azoren, Generaldirektor für multilaterale Angelegenheiten und Verteidigungsfragen im Außenministerium Portugals und Verantwortlicher für die OSZE-Präsidentschaft Portugals 2002 unter Außenminister Jaime Gama.
Er war zudem im Auswärtigen Dienst für Portugal an verschiedenen Botschaften tätig (u. a. in Guinea-Bissau), hauptverantwortlich erstmals als Geschäftsträger an der portugiesischen Botschaft in Venezuela, danach an anderen Vertretungen als vollverantwortlicher Botschafter. So war er Portugiesischer Botschafter in den Niederlanden (1995–1999), Portugals Vertreter in Österreich (1999–2001), Botschafter Portugals in Spanien (2002–2004), Vertreter Portugals in Frankreich (2004–2006) und Portugiesischer Botschafter in Marokko (2006–2011), wobei er in dem Rahmen auch in Staaten ohne portugiesische Botschaft zweitakkreditiert wurde, etwa in Slowenien, Andorra und der Slowakei. Nach 2011 wechselte er in den diplomatischen Ruhestand.
Im Anschluss wurde er Präsident der Kommission für Europäische Angelegenheiten der Geographischen Gesellschaft Lissabons und Mitglied der Akademie der Portugiesischen Marine. Er organisierte zudem Vortragsreihen und Konferenzen zum Themengebiet der Internationalen Beziehungen in Institutionen wie dem Portugiesischen Verteidigungsinstitut (Instituto de Defesa Nacional), der Militärhochschule Instituto de Estudos Superiores Militares, der Marineakademie (Academia da Marinha), der Geografischen Gesellschaft Lissabons, und an verschiedenen Hochschulen Portugals. An der Neuen Universität Lissabon war er dabei eine Zeit Dozent. Zu dem Thema publizierte er zudem eine Vielzahl Artikel.
2014 veröffentlichte João Rosa Lã ein erstes Buch seiner persönlichen Erinnerungen, Do Outro Lado das Coisas – (In)Confidências Diplomáticas (deutsch etwa: „Auf der anderen Seite der Dinge - Diplomatische (Un)Vertraulicheiten“). Sein erstes Fiktionswerk erschien danach unter dem Titel O Passarinho Frito e Outras Histórias.

## Veröffentlichungen
- Do Outro Lado das Coisas – (In)Confidências Diplomáticas. Book Builders, 2014, ISBN 978-989-99454-1-8.
- O Passarinho Frito e Outras Histórias. Book Builders 2015, ISBN 978-989-99454-0-1.
- Memórias da Adesão – À Mesa da Negociação. Book Builders, 2016, ISBN 978-989-99454-6-3.
- A Europa na Encruzilhada. Book Builders, 2018, ISBN 978-989-99721-8-6.
- mit Alice Cunha und Pedro Sampaio Nunes: As Décadas da Europa. Book Builders, 2019, ISBN 978-989-8973-08-5.

## Auszeichnungen
- Am 2. Juni 1987 wurde João Rosa Lã mit dem Orden des Infanten Dom Henrique im Komtursrang ausgezeichnet
- Am 14. Januar 1993 folgte das Großkreuz des Portugiesischen Verdienstordens[3]